# D618 (Meurthe-et-Moselle)
De D618 is een departementale weg in het Noordoost-Franse departement Meurthe-et-Moselle. De weg loopt van de grens met Meuse via Longuyon en Longwy naar de grens met Luxemburg. In Meuse loopt de weg als D618 verder naar Étain en Longwy. In Luxemburg loopt de weg als N5 verder naar Pétange en Luxemburg Op de ringweg van Longwy wordt de weg kort onderbroken door de N52.
De D618 is tussen Longuyon en Longwy onderdeel van de E44, een Europese weg tussen Le Havre in Frankrijk en Gießen in Duitsland.

## Geschiedenis
Oorspronkelijk was het deel van de D618 tussen Longwy onderdeel van de N18. In 1978 werd ook de N52A tussen Longwy en de Luxemburgse grens bij de N18 gevoegd. In 2006 werd de weg overgedragen aan het departement Meurthe-et-Moselle, omdat de weg geen hoofdader meer is binnen het nationale wegennet. De weg is toen omgenummerd tot D618.